# ICab
iCab是一個Mac OS作業系統上的網頁瀏覽器，採用獨立製作的排版引擎，iCab 4改用WebKit。有著相當久的歷史，就算在相當早期的MC68000上也可以運行。2009年4月21日，iCab进入App Store，收费1.99美元，成为首款入驻原版iOS的主流第三方浏览器。

## 外部連結
- 官方网站
- 官方博客
- ICab手機版瀏覽器的Facebook專頁